# Selbekken
Selbekken är en tätort i Orklands kommun i Trøndelag fylke i mellersta Norge. Orten utgjorde tidigare centralort i dåvarande Agdenes kommun i Sør-Trøndelag fylke.